# Most Pusan–Goje
Povezava Pusan–Goje ali most Goga (korejsko 거가대교) je 8,2 kilometra dolga cestna povezava z mostom in predorom, ki povezuje južnokorejsko mesto Pusan z otokom Goje. Odprta je bila 13. decembra 2010 in skrajša potovalno razdaljo za približno 60 kilometrov. Nova cesta ima dva vozna pasova v vsako smer in nosi državno cesto 58.
Povezava odpira otok Goje za turistični razvoj in prihrani 300 milijonov ameriških dolarjev stroškov, povezanih z zamudami v prometu zaradi daljše poti.

## Načrtovanje in gradnja
Most je bil zgrajen v okviru javno-zasebnega partnerstva. GK Fixed Link Corp, konzorcij sedmih korejskih izvajalcev, ima 40-letno pogodbo za gradnjo, upravljanje in prenos povezave. Projekt naj bi stal 1,8 milijarde ameriških dolarjev. Vlada je zagotovila le četrtino stroškov; preostanek financira konzorcij, ki se bo povrnil s cestninami v času trajanja pogodbe. Vodilni izvajalec v konzorciju je bil Daewoo Engineering & Construction, Co.
Med projektanti, ki sodelujejo pri projektu, so COWI A/S (Danska), Halcrow Group (Združeno kraljestvo), Tunnel Engineering Consultants (Nizozemska), Pihl and Son (Danska), Arcadis US (ZDA) in Ben C. Gerwick (ZDA).

## Trasa
Trasa povezuje Pusan, največje korejsko pristaniško mesto, z ladjedelniško industrijo in turističnimi destinacijami na otoku Goje. Nadomešča bodisi 210-minutno potovanje po cesti bodisi 120-minutno potovanje s trajektom. Nova pot skrajša čas potovanja na 40 minut.
Povezava se začne na otoku Goje, prečka tri otočke (Džo, Džungdžuk in Dedžuk) in konča na otoku Gaduk. Poleg predora med otokoma Dedžuk in Gaduk se za prečkanje vsakega od otočkov uporablja most.

### Most 1
1,87 km dolg most med otokoma Džungdžuk in Džo vključuje most s poševnimi zategami z glavnim razponom 475 m in stranskimi razponi 220 m. Ta most zagotavlja 52 metrov navigacijske razdalje in ima dva 156 m visoka pilona v obliki diamanta.

### Most 2
Med otokoma Goje in Džo je 1,65 km dolg most, ki vključuje most s tremi piloni in poševnimi zategami. Ta most ima dva glavna razpona dolžine 230 metrov s stranskimi razponi dolžine 106 metrov. Piloni so visoki 102 metra, pod mostom pa je 36 metrov prostora.

### Predor
Ko je bil odprt, je postal najgloblji potopljeni cestni predor na svetu (48 metrov pod povprečno gladino vode) in drugi najdaljši betonski potopljeni predor na svetu, dolg 3,2 kilometra. Je prvi potopljeni predor v Koreji. Postal je drugi najgloblji potopljeni predor za vozila po dokončanju Marmaraya (železniškega predora preko Bosporja) leta 2013.
Predor je sestavljen iz 180 m dolgih segmentov, zgrajenih v suhem doku v Andžonu. Vsak segment so barže vlekle 35 kilometrov daleč in nato zakopale.